# 宋依佳
宋依佳（1963年12月—），女，汉族，上海市人，中华人民共和国政治人物。曾任中央纪委国家监委驻审计署纪检监察组组长。现任中共重庆市委常委、市纪委书记，重庆市监察委员会主任。